# Dimeria copeana
Dimeria copeana är en gräsart som beskrevs av Sreek., V.J.Nair och N.Chandrasekharan Nair. Dimeria copeana ingår i släktet Dimeria och familjen gräs. Inga underarter finns listade i Catalogue of Life.